# Protula
Protula Risso, 1826 è un genere di anellidi policheti della famiglia Serpulidae.

## Tassonomia
Comprende le seguenti specie:
- Protula alba Benedict, 1887
- Protula alberti Fauvel, 1909
- Protula americana McIntosh, 1885
- Protula anomala Day, 1955
- Protula antennata Ehlers, 1887
- Protula apomatoides (Uchida, 1978)
- Protula atypha Bush, 1905
- Protula balboensis Monro, 1933
- Protula bispiralis (Savigny, 1822)
- Protula diomedeae Benedict, 1887
- Protula intestinum (Lamarck, 1818)
- Protula longiseta Schmarda, 1861
- Protula media Stimpson, 1853
- Protula pacifica Pixell, 1912
- Protula palliata (Willey, 1905)
- Protula submedia Augener, 1906
- Protula superba Moore, 1909
- Protula tubularia (Montagu, 1803)